# Bandwilg
Bandwilg (Salix udensis 'Sekka', synoniem: Salix sacchalinensis 'Sekka') is een plant, die behoort tot de wilgenfamilie (Salicaceae). De oorspronkelijk uit Japan afkomstige struik is in Nederland aangeplant en in het wild opgegroeid uit op de grond liggende takken.

## Determinatie
Bandwilg groeit als struik of als kleine boom. Ze bereikt een hoogte van 3–9 m en heeft bandvormige en gedraaide takken. Deze plant vertoont fasciatie. De takken zijn glanzend bruinrood. De bladeren staan verspreid en zijn aan de onderkant kaal.

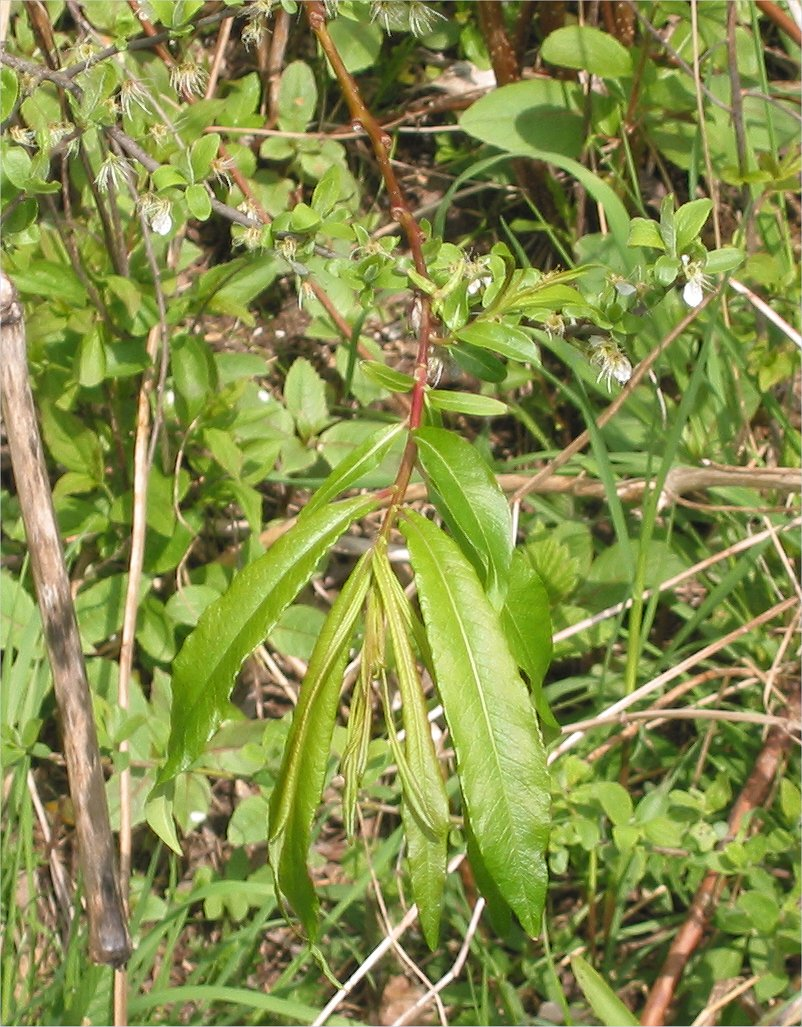
Bladeren

Bandwilg bloeit in april. De bloeiwijze is een katje. De meeldraden staan vrij of zijn aan de voet vergroeid en hebben gele helmknoppen. De vrucht is een doosvrucht.

## Namen in andere talen
- Engels: Japanese Fantail Willow, Dragon Willow